# Belfoungou
Belfoungou är en ort i Benin. Den ligger Djougou i departementet Donga i den centrala delen av landet, 400 kilometer norr om huvudstaden Porto-Novo. Belfoungou ligger 419 meter över havet och antalet invånare är 6 203.
Terrängen runt Belfoungou är platt. Runt Belfoungou är det glesbefolkat, med 19 invånare per kvadratkilometer.. Närmaste större samhälle är Djougou, 13,4 kilometer söder om Belfoungou. 
Omgivningarna runt Belfoungou är huvudsakligen savann.